# 2147483647 (tal)
2147483647 är det naturliga talet som följer 2147483646 och som följs av 2147483648.

## Inom matematiken
2147483647 (231 - 1) är ett Mersenneprimtal (det åttonde), vilket Leonhard Euler upptäckte 1772. Det är även ett dubbelt Mersennetal.

## Inom datatekniken
2147483647 är det högsta möjliga värdet för ett 32-bitars heltal med tecken i datorsystem (Om signerat, d.v.s att sista siffran används till att signalera om talet är positivt eller negativt, om inte kan 32-bitar representera 4,294,967,296).

Exempel som visar hur klockan nollställs.

Framförallt i unixliknande operativsystem anges tiden i många funktioner som antalet sekunder som passerat sedan den 1 januari 1970 klockan 00:00:00 (UTC). I datorer där centralprocessorn arbetar med 32 bitars ordbredd sparas värdet vanligen i ett 32-bitars heltal med teckenbit, vilket då kan hantera högst 2 147 483 647 (231) sekunder. Den 19 januari 2038 klockan 03:14:08 (UTC) kommer detta heltal bli "fullt" och börja om på -2,147,483,648 vilket motsvarar den 13 december 1901 klockan 20:45 (UTC).
Problemet är känt under namnet År 2038-problemet eller Y2K38.

### Fotnoter
1. ↑  ”The Open Group Base Specifications Issue 6 IEEE Std 1003.1, 2004 Edition (definition of epoch)”. IEEE and The Open Group. The Open Group. 2004. Arkiverad från originalet den 19 december 2008. https://web.archive.org/web/20081219153936/http://www.opengroup.org/onlinepubs/000095399/. Läst 7 mars 2008.
2. ↑  Diomidis Spinellis (2006). Code quality: the open source perspective.. Effective software development serie in Safari Books Online (illustrated). Adobe Press. ISBN 0-321-16607-8. http://books.google.es/books?id=vEN-ckcdtCwC&pg=PA49&dq=292,277,026,596&cd=1#v=onepage&q=292%2C277%2C026%2C596&f=false